# Гридинский сельсовет (Московская область)
Гридинский сельсовет — упразднённая административно-территориальная единица, существовавшая на территории Московской губернии и Московской области до 1925 и в 1927—1939 годах.
Гридинский сельсовет был образован в первые годы советской власти. По данным 1923 года он входил в состав Лелечевской волости Егорьевского уезда Московской губернии.
В 1925 году Гридинский с/с был объединён с Бобковским с/с в новый Поповский с/с.
В 1927 году Гридинский с/с был восстановлен.
В 1929 году Гридинский с/с был отнесён к Егорьевскому району Орехово-Зуевского округа Московской области.
17 июля 1939 года Гридинский с/с был упразднён. При этом его территория (селения Васинская, Гридинская, Лазарево, Луки, Новоаксёновская и Староаксёновская) была передана в Лелечевский сельсовет.